# Камский, Гата Рустемович
Га́та Ка́мский (англ. Gata Kamsky, настоящее имя Гатаулла Рустемович Сабиров, тат. Гатаулла Рөстәм улы Сабиров, Ğataulla Röstäm ulı Sabirov; род. 2 июня 1974, Новокузнецк, СССР) — советский, затем американский шахматист, гроссмейстер (1990). Вице-чемпион мира по версии ФИДЕ (1996), победитель Кубка мира 2007, чемпион мира по рапиду (2010), многократный чемпион США.

## Биография
Родился в татарской семье 2 июня 1974 года в Новокузнецке в Кемеровской области. Научился читать в два года, в четыре — играл на фортепиано, в семь лет начал серьёзно заниматься шахматами. Проживал и осваивал шахматное искусство в Казани и Ленинграде. В Ленинграде прошёл начальный школьный курс под руководством отца, и поступил в среднюю школу № 232 в 1981 году, сразу в третий класс (в этой школе учился до 1989 года). Обучался в кружках Дворца пионеров в Ленинграде, ученик Владимира Зака.
С 1989 года живёт в США, где Камские получили вид на жительство после запроса политического убежища.
В январе 1994 года в возрасте 19 лет выиграл четвертьфинальный матч претендентов по версии ПША у Владимира Крамника 4,5:1,5, а в июле того же года одолел Виши Ананда по версии ФИДЕ 4:4 (2:0 на тай-брейке), после чего одержал победу над Найджелом Шортом в полуфинальном матче претендентов по версии ПША 5,5:1,5.
В феврале 1995 года разгромил Валерия Салова по версии ФИДЕ 5,5:1,5, но в финальном матче претендентов по версии ПША уступил Виши Ананду из Индии — 4,5:6,5.
В 1996 году играл в Элисте (Калмыкия) матч с Анатолием Карповым за звание чемпиона мира по версии ФИДЕ, в котором уступил (+3 −6 =9), после чего, получив звание вице-чемпиона, надолго отошёл от шахматной активности. За период почти 10-летнего отсутствия в шахматном мире Гата Камский в США учился в военно-медицинской академии, получил диплом юриста в Аризонском университете и открыл свою юридическую фирму.
Возвращение Гаты Камского в мировые шахматы состоялось (если не учитывать короткий матч с Александром Халифманом в 1999 году) в июне 2004 года. С этого времени он регулярно участвует в крупных турнирах, входя в топ-50 гроссмейстеров согласно рейтингу Эло.
В 2007 году в отборочном цикле претендентов в финале уступил Борису Гельфанду и не попал в восьмёрку сильнейших. Затем в 2009 году, благодаря победе на кубке мира, играл матч с Веселином Топаловым, победитель которого получал право сразиться с чемпионом мира Вишванатаном Анандом в матче за шахматную корону, однако проиграл болгарскому гроссмейстеру (+1 −3 =3). Уже в 2011 году в Казани в 1/4 финала матчей претендентов взял реванш у Топалова, но в полуфинале вновь уступил Гельфанду.

## Достижения
- 1987 — чемпион СССР по шахматам среди юношей.
- 1990 — победитель международного турнира в Тилбурге.
- 1991 — чемпион США.
- 1992 — на турнире в Дортмунде побеждает чемпиона мира Гарри Каспарова. Становится рекордсменом символического клуба Михаила Чигорина — самым молодым (не достигнув 18 лет) победителем чемпиона мира в истории шахмат.
- 1994 — победитель шахматного турнира в Лас-Пальмасе.
- 1996 — вице-чемпион мира по версии ФИДЕ.
- 2006 — 2-e место в Софии (6 очков из 10).
- 2007 — победа в матче против Этьена Бакро в первом этапе чемпионата мира (3½ из 4 возможных очков), обладатель Кубка мира по шахматам.
- 2009 — третий шахматист в мире, проигрыш в матче претендентов Топалову.
- 2010 — чемпион мира по быстрым шахматам.
- 2010, 2011, 2013 и 2014 — чемпион США.
- 2015 — обладатель Кубка Федерации шахмат Республики Татарстан (Рапид Гран-При РТ).

## Семья
Внук одного из основателей татарского драматического театра в Казани Гатауллы Сабирова «Камского», в честь которого получил такие же полное и сокращённое имя и фамилию-псевдоним.
В 2002 году заключил брак с Алисой (ранее Айгуль) Камской из Казани, есть сын Адам — 2004 года рождения.
До 2015 года проживал в Нью-Йорке в Лонг-Айленде с супругой, сыном, отцом Рустамом Камским (бывший преподаватель физкультуры) и мачехой Беллой Камской. Затем жил в России и Франции.
С 2018 года женат на шахматистке Вере Небольсиной.